# Кухта Василь Васильович
Васи́ль Васи́льович Ку́хта (нар. 23 квітня 1956, Рахів, Закарпатська область) — український поет, публіцист.

## Життєпис
Закінчив факультет журналістики Львівського державного університету імені Івана Франка (1981).
Член Національної спілки письменників України, Асоціації українських письменників та Національної спілки журналістів України. Пише українською мовою.
Завідував відділом обласної газети «Молодь Закарпаття», редагував історико-краєзнавчий журнал «Карпатський край», літературно-мистецький часопис «Тиса», працював відповідальним секретарем Закарпатської організації НСПУ.
Нині — головний редактор журналу «Карпатський світ», заступник головного редактора журналу «Зелені Карпати». Співголова Міжнародної творчої асоціації «Согопа Carpatica» (Україна-Румунія). Лауреат літературних премій — всеукраїнських імені Павла Тичини, імені Бориса Нечерди, Літературну премію «Князь роси» імені Тараса Мельничука, закарпатської обласної імені Федора Потушняка, румунської літературної премії III тисячоліття «Лицар слова».
Є автором поетичних книг «Дрібка солі» (1989), «Верхи сліпучі» (1992), «Гуцульські душі» (1994), «Тисові пороги» (2000), «Гуцульський князь» (2001), «Пава повстання» (2004), «Гуцульський Париж» (2007), «Patria» (2009), збірок есеїв «Не вмирай, Гуцульщино!» (1993), «Я тримаюсь за епоху…» (2007), «Лотоси і лотоки» (2008). Автор численних публікацій у вітчизняній («Дніпро», «Ранок», «Київ», «Вітчизна», «Сучасність») та зарубіжній періодиці. Твори Василя Кухти перекладалися угорською, словацькою, румунською, молдавською та російською мовами. Живе і працює в Ужгороді.